# The Era

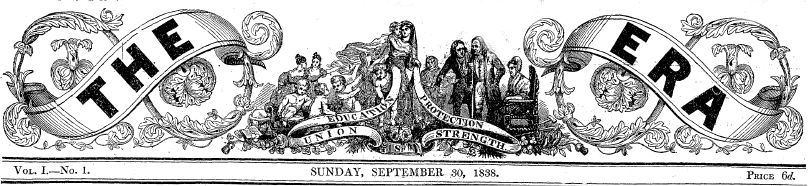
Cabecera del primer número, 30 de septiembre de 1838.

The Era fue un periódico semanal británico publicado entre el 30 de septiembre de 1838 y el 21 de septiembre de 1939. Originalmente era un periódico de información general, destacó por su cobertura deportiva y más tarde por su información teatral.

## Historia
Se fundó en 1838 por un grupo de accionistas compuesto por vendedores de alimentos y alcohol y otras personas relacionadas con su comercio. La revista tenía la intención de ser el portavoz semanal sobre los intereses de los pub, al igual que el Morning Advertiser que por entonces era su portavoz diario. En los primeros dos o tres años de su existencia, su postura política fue en líneas generales liberal. Su primer editor, Leitch Ritchie, demostró ser demasiado liberal para su junta directiva y, además de las discrepancias editoriales, el periódico estaba siendo un fracaso comercial, con lo que Ritchie fue sucedido por Frederick Ledger, quien se convirtió en propietario único y editor. Editó el periódico durante más de treinta años, cambiando gradualmente su política del liberalismo al conservadurismo moderado. Sun embargo la política dejó de ser el principal tema de interés del The Era. Su principal característica tras la incorporación de Ledger fueron el deporte, la francmasonería y el teatro. Un observador contemporáneo comentó: «Siempre ha dedicado una gran parte de su espacio para esta última temática. En relación con la cantidad y precisión de su información teatral, supera con creces cualquier otro semanario.».
En un anuncio de 1856 el semanario afirmaba ser el «Periódico más grande del mundo, que contiene sesenta y cuatro columnas de material impreso en letra pequeña. Es el único periódico semanal que combina todas las ventajas de un periódico deportivo de primer nivel junto con los de un periódico familiar. La literatura y el drama provincial metropolitano tienen más espacio asignado en The Era que en cualquier otro diario. La información operística y musical, hogareña y continental, siempre es muy abundante e interesante». The Era fue considerado como «Inestimable para reseñas, noticias e información teatral general y cotilleos. También son de valor los variados anuncios por y para actores y compañías».
El historiador teatral W. J. MacQueen-Pope describió el periódico como «La Biblia del actor», con la cobertura teatral asumiendo gradualmente preeminencia sobre todo lo demás temas.
Continuó publicándose hasta el comienzo de la Segunda Guerra Mundial, aunque su popularidad e importancia habían disminuido desde hacía tiempo.